# トリグヴェ・リーンスカウク

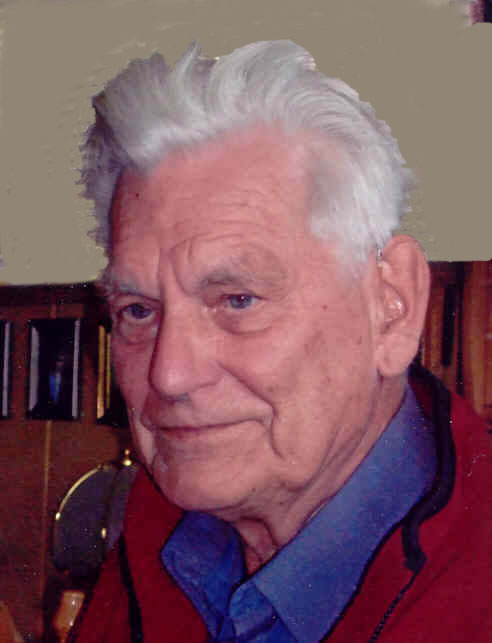
2010年のトリグヴェ・リーンスカウク

トリグヴェ・リーンスカウク（Trygve Mikkjel Heyerdahl Reenskaug、1930年6月21日 - 2024年6月14日）は、 ノルウェーのコンピューター科学者、オスロ大学の名誉教授である。 1979年にゼロックスパロアルトリサーチセンター （PARC）の客員研究員として、 グラフィカルユーザーインターフェイス （GUI）ソフトウェア設計のためのモデル - ビュー - コントローラー （MVC）パターンを定式化した。 彼の最初の主要なソフトウェアプロジェクトである "Autokon" は、1963年に最初に使用された成功したCAD / CAMプログラムを生み出し、世界中の造船所で30年以上使われた。 

リーンスカウクは、彼の初期のSmalltalkおよびオブジェクト指向の概念的努力について次のように述べた： 
 リーンスカウクはオブジェクト指向手法の研究に広く携わっており、1983年にオブジェクト指向の役割分析とモデリング （OOram）およびOOramツールを開発した。 1986年にOOramにもとづいてツールを開発したIT企業Taskonを設立した。 OOramのアイデアは成熟し、BabyUMLプロジェクトへと大きく進化した。これは データ、コンテキスト、インタラクション （DCI）パラダイムの創造につながった。 
リーンスカウクは、共著者Per WoldとOdd Arild Lehneと『Working With Objects: The OOram Software Engineering Method』を執筆した。  のちに彼は統一モデリング言語 （UML）のための仮想マシンを書いた。 2005年現在   現在彼はオスロ大学で情報学の名誉教授である。 